# 奧古斯塔 (密蘇里州)
奧古斯塔（英語：Augusta）是位於美國密蘇里州聖查爾斯縣的城市。

## 人口
根據2020年美國人口普查的數據，奧古斯塔的面積為2.28平方千米，皆為陸地。當地共有人口270人，而人口密度為每平方千米118人。